# Чивитела д'Аляно
Чивитѐла д'Аля̀но (на италиански: Civitella d'Agliano) е село и община в Централна Италия, провинция Витербо, регион Лацио. Разположено е на 262 m надморска височина. Населението на общината е 1696 души (към 2010 г.).